# Франкофилска партия
Франкофилската (Френската) партия (на гръцки: Γαλλικό Κόμμα) или Националната партия (на гръцки: εθνικό Κόμμα, EK) е една от трите ранни гръцки партии. Тя е политически ориентирана към Франция, една от трите Велики сили, които покровителстват независимостта на Гърция след битката при Наварин.
Лидер на партията е Йоанис Колетис и тя се формира по време на Второто народно събрание в Астрос в 1824 г. Създава се от противниците едновременно на Англофилската партия на Александрос Маврокордатос и на Русофилската партия на Андреас Метаксас. Изразява интересите на едрите земевладелци в континентална Гърция и на едрата търговско-промишлена буржоазия, свързана с Франция. Популярна е и сред военните, бивши участници в борбата за независимост, както и сред част от селячеството. Френската партия разчита на подкрепата на Франция, за да постигне общогръцко обединение. Тя е партията на интелектуалците и на ветераните от освободителните борби, на паликарите и на някои финансисти и търговци.
Идвайки на власт, партията демонстрира готовност за компромиси с кралския двор. Тя не предприема мерки за решаване на общите проблеми, а единствено такива, които отговарят на френските интереси или водят до обогатяване на привържениците на Колетис, т.е. тя е клиентелистка по характер. Франкофилските правителства премахват ограниченията в търговията, което е във вреда на зараждащата се местна индустрия. От франкофилските среди излизат най-патриотично и военолюбиво настроените политици, които искат активна политика спрямо Високата порта и териториално разширение на Гърция за сметка на османските владения. 
Формалният край на Френската партия настъпва веднага след присъединяването на Йонийските острови към Гърция (1864).
Тя не е антибългарска. Георги Раковски поддържа контакти с Йоанис Колетис.